# 祇園站 (千葉縣)
祇園站（日语：／ Gion eki */?）是位於千葉縣木更津市祇園473號，東日本旅客鐵道（JR東日本）的久留里線車站。

## 歷史
- 1961年（昭和36年）3月1日：車站啟用[1]。
- 1987年（昭和62年）4月1日：伴隨國鐵分割民營化，車站由東日本旅客鐵道（JR東日本）營運[1]。
- 2009年（平成21年）3月14日：此站編入至東京近郊區間[2]。

## 車站構造

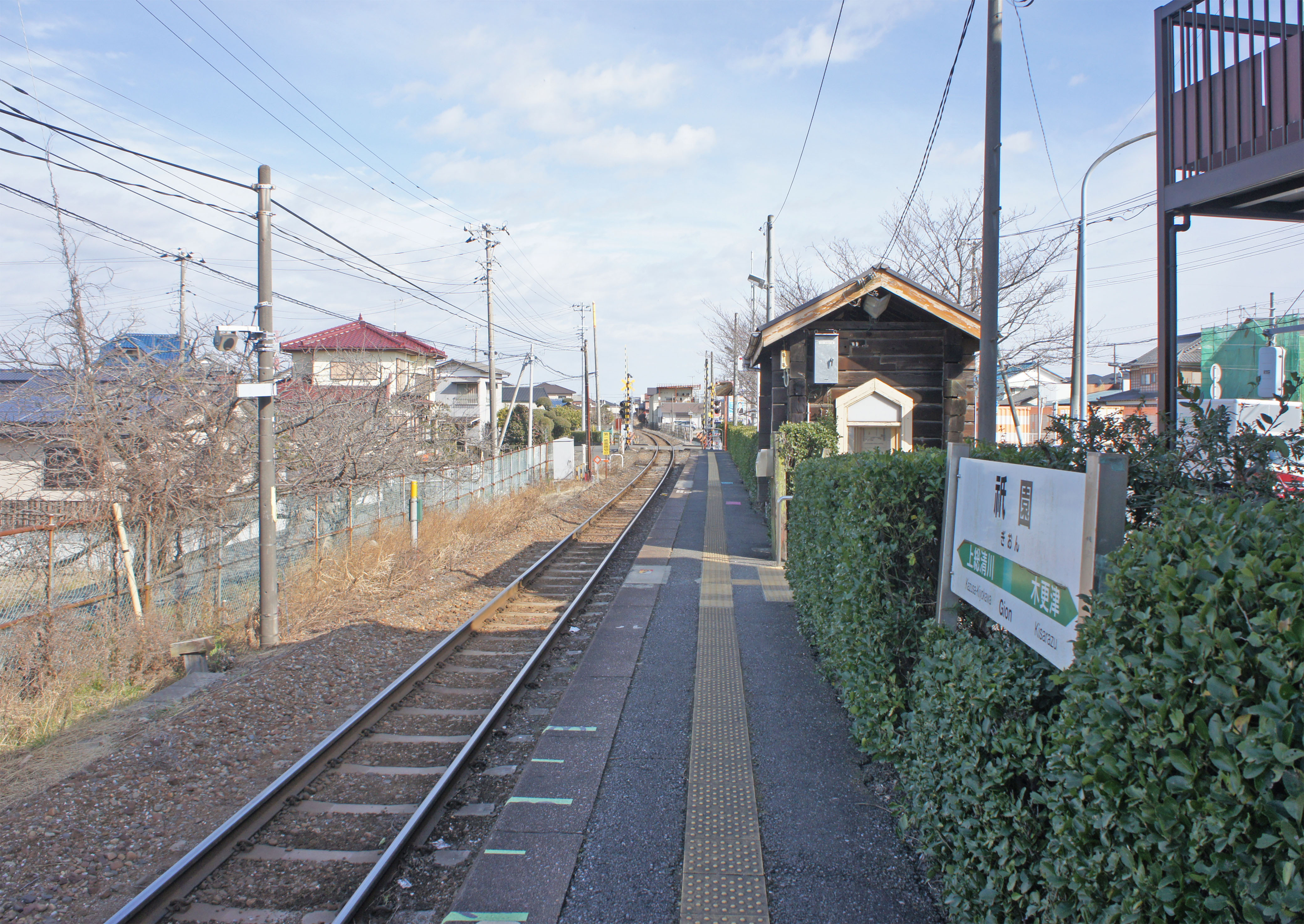
月台（2022年1月）

此站是地面車站，設有1面1線的單式月台。月台可容納5卡車廂。
此站成為由久留里站管理的無人車站。此站設有乘車站證明票發行機。現時，此站距離東京站最近（以營業為準），但是卻不能使用Suica的車站。

## 使用狀況
在2006年（平成18年）度1日平均乘車人次為319人，以下為乘車人次變化列表：
| 乘車人次變化       | 乘車人次變化     | 乘車人次變化 |
| 年度               | 1日平均 乘車人次 | 參考資料     |
| ------------------ | ---------------- | ------------ |
| 1990年（平成02年） | 511              | [ * 1 ]      |
| 1991年（平成03年） | 477              | [ * 2 ]      |
| 1992年（平成04年） | 488              | [ * 3 ]      |
| 1993年（平成05年） | 506              | [ * 4 ]      |
| 1994年（平成06年） | 484              | [ * 5 ]      |
| 1995年（平成07年） | 456              | [ * 6 ]      |
| 1996年（平成08年） | 429              | [ * 7 ]      |
| 1997年（平成09年） | 442              | [ * 8 ]      |
| 1998年（平成10年） | 431              | [ * 9 ]      |
| 1999年（平成11年） | 413              | [ * 10 ]     |
| 2000年（平成12年） | 423              | [ * 11 ]     |
| 2001年（平成13年） | 411              | [ * 12 ]     |
| 2002年（平成14年） | 372              | [ * 13 ]     |
| 2003年（平成15年） | 354              | [ * 14 ]     |
| 2004年（平成16年） | 328              | [ * 15 ]     |
| 2005年（平成17年） | 346              | [ * 16 ]     |
| 2006年（平成18年） | 319              | [ * 17 ]     |

## 車站周邊

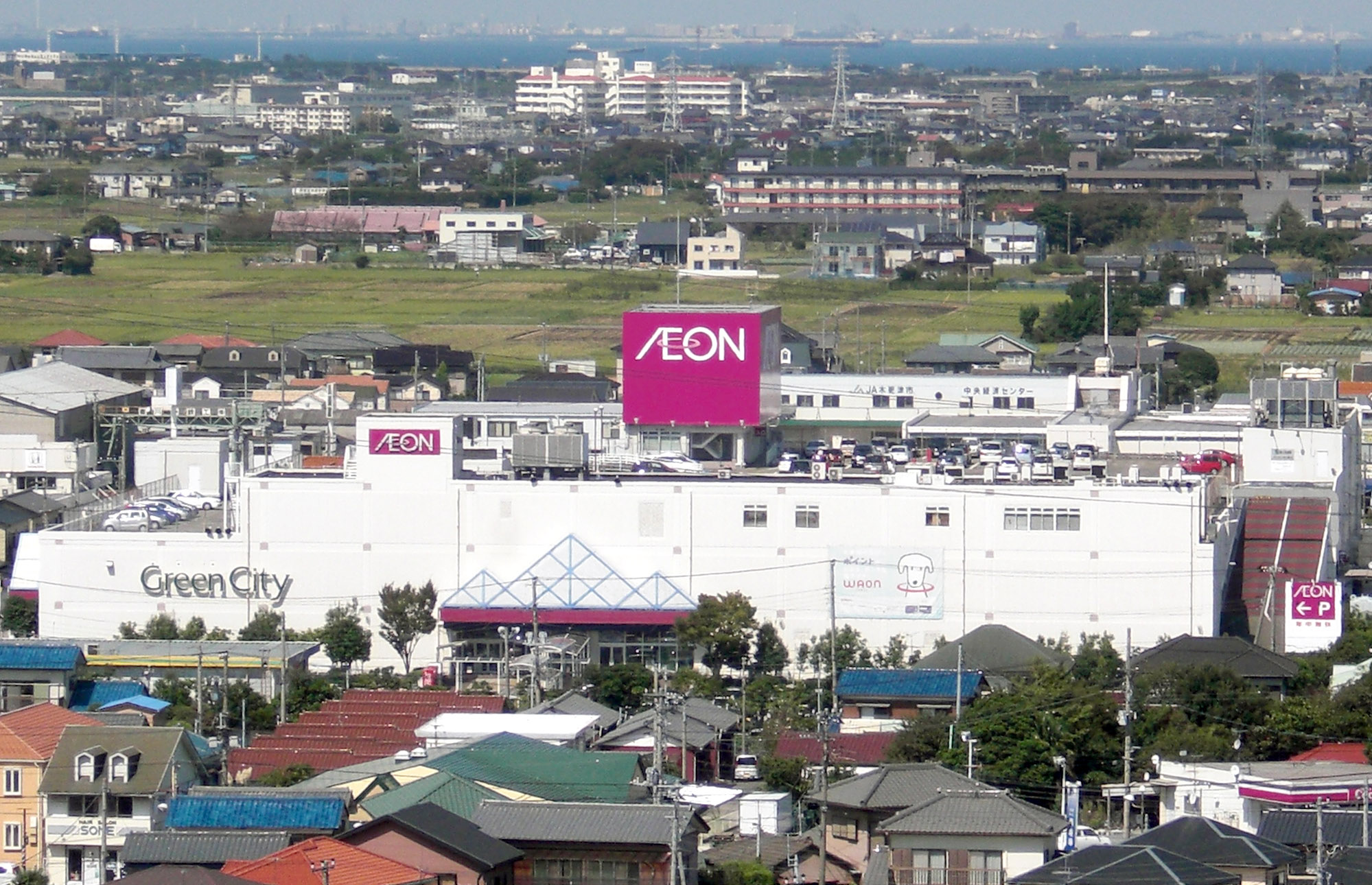
AEON Town木更津朝日

站前設有免費停車場，也有由木更津市管理的月租停車場。站前周邊（南邊）設有中小型商店和住宅區。車站出入口對面（北邊）為田園地帶。
- 國道16號
- 國道409號（日语：国道409号）
- 千葉縣道270號木更津袖浦線（日语：千葉県道270号木更津袖ケ浦線）
- 西清川公民館
- 木更津市營棒球場
- 木更津長須賀郵局
- 木更津工業高等專門學校
- 木更津市立木更津第三中學
- 木更津市立太田中學（日语：木更津市立太田中学校）
- 木更津市立西清小學
- 木更津市立祇園小學 - 步行16分鐘，最近車站是上總清川站。
- AEON Town木更津朝日（日语：イオンタウン木更津朝日） - 步行約20分鐘，最近車站是木更津站。
- MaxValu（日语：マックスバリュ）木更津太田店 - 步行約25分鐘。
- WORKMAN（日语：ワークマン）木更津祇園店
- 祇園·長須賀古墳群（日语：祇園・長須賀古墳群）
- 金鈴塚古墳（日语：金鈴塚古墳）
- 小櫃堰公園
- 野際公園

## 巴士路線
| 乘車處 | 系統     | 主要途經                     | 目的地         | 巴士公司 | 備註 |
| ------ | -------- | ---------------------------- | -------------- | -------- | ---- |
| 祇園   | 馬來田線 | 清川站前、東橫田、馬來田站前 | 茅野           | 日東交通 |      |
| 祇園   | 馬來田線 | 清見台組合事務所             | 木更津站東出口 | 日東交通 |      |

## 相鄰車站
東日本旅客鐵道（JR東日本）
■久留里線
木更津－祇園－上總清川

## 注腳

### 使用狀況
1. ↑  千葉縣統計年鑑 （页面存档备份，存于）（日語） - 千葉縣
2. ↑  木更津市統計書 （页面存档备份，存于）（日語） - 木更津市

千葉縣統計年鑑
1. ↑  .   [2021-01-10]. （原始内容存档于2020-01-08）.
2. ↑  千葉縣統計年鑑（平成4年） （页面存档备份，存于）（日語）
3. ↑  千葉縣統計年鑑（平成5年） （页面存档备份，存于）（日語）
4. ↑  千葉縣統計年鑑（平成6年） （页面存档备份，存于）（日語）
5. ↑  千葉縣統計年鑑（平成7年） （页面存档备份，存于）（日語）
6. ↑  千葉縣統計年鑑（平成8年） （页面存档备份，存于）（日語）
7. ↑  千葉縣統計年鑑（平成9年） （页面存档备份，存于）（日語）
8. ↑  千葉縣統計年鑑（平成10年） （页面存档备份，存于）（日語）
9. ↑  千葉縣統計年鑑（平成11年） （页面存档备份，存于）（日語）
10. ↑  千葉縣統計年鑑（平成12年） （页面存档备份，存于）（日語）
11. ↑  千葉縣統計年鑑（平成13年） （页面存档备份，存于）（日語）
12. ↑  千葉縣統計年鑑（平成14年） （页面存档备份，存于）（日語）
13. ↑  千葉縣統計年鑑（平成15年） （页面存档备份，存于）（日語）
14. ↑  千葉縣統計年鑑（平成16年） （页面存档备份，存于）（日語）
15. ↑  千葉縣統計年鑑（平成17年） （页面存档备份，存于）（日語）
16. ↑  千葉縣統計年鑑（平成18年） （页面存档备份，存于）（日語）
17. ↑  千葉縣統計年鑑（平成19年） （页面存档备份，存于）（日語）

## 外部連結
- 車站資訊（祇園）：東日本旅客鐵道（日語）